# 上斯拉夫科夫
上斯拉夫科夫是捷克的城鎮，位於該國西部，距離卡羅維發利約15公里，由卡羅維發利州負責管轄，面積36.81平方公里，海拔高度558米，2011年人口為5,633。

## 外部連結
- （捷克文） Official website （页面存档备份，存于）